# Книга годин
«Книга годин» (нім. «Das Stunden-Buch») — збірка віршів австрійського поета Райнера Марії Рільке, опублікована у 1905 році в Лейпцигу.
До збірки увійшли вірші написані з 1899 по 1903 рік.
Книга складається з трьох циклів: 
- «Книга життя чернечого» (нім. Das Buch vom mönchischen Leben)
- «Книга прощ» (нім. Das Buch von der Pilgerschaft)
- «Книга убозтва й смерті» (нім. Das Buch von der Armut und vom Tode)

Перший цикл, «Книга життя чернечого» («Das Buch von mönchischen Leben»), був написаний восени 1899 року, під безпосереднім враженням першої мандрівки в Росію (21 квітня — 18 червня 1899). Другий цикл, «Книга прощ» («Das Buch von der Pilgerschaft»), було створено восени 1901 року, в його основі — враження від мандрів по Росії та Україні у 1900 році (7 травня — 22 серпня), на думку багатьох дослідників — передусім київські враження. І, нарешті, третій цикл, «Книга убозтва й смерті» («Das Buch von der Armut und dem Tode») належить до 1903 року. Навіяний він був уже першим перебуванням Рільке в Парижі у 1902—1903 роках, коли поет поселився в «бодлерівському кварталі» біля госпіталю Сальпетрієр, де все справді дихало злиденністю і смертю.
Рільке присвятив книгу німецькій письменниці Лу Андреас-Саломе.